# Hyazinthkirche (Warschau)

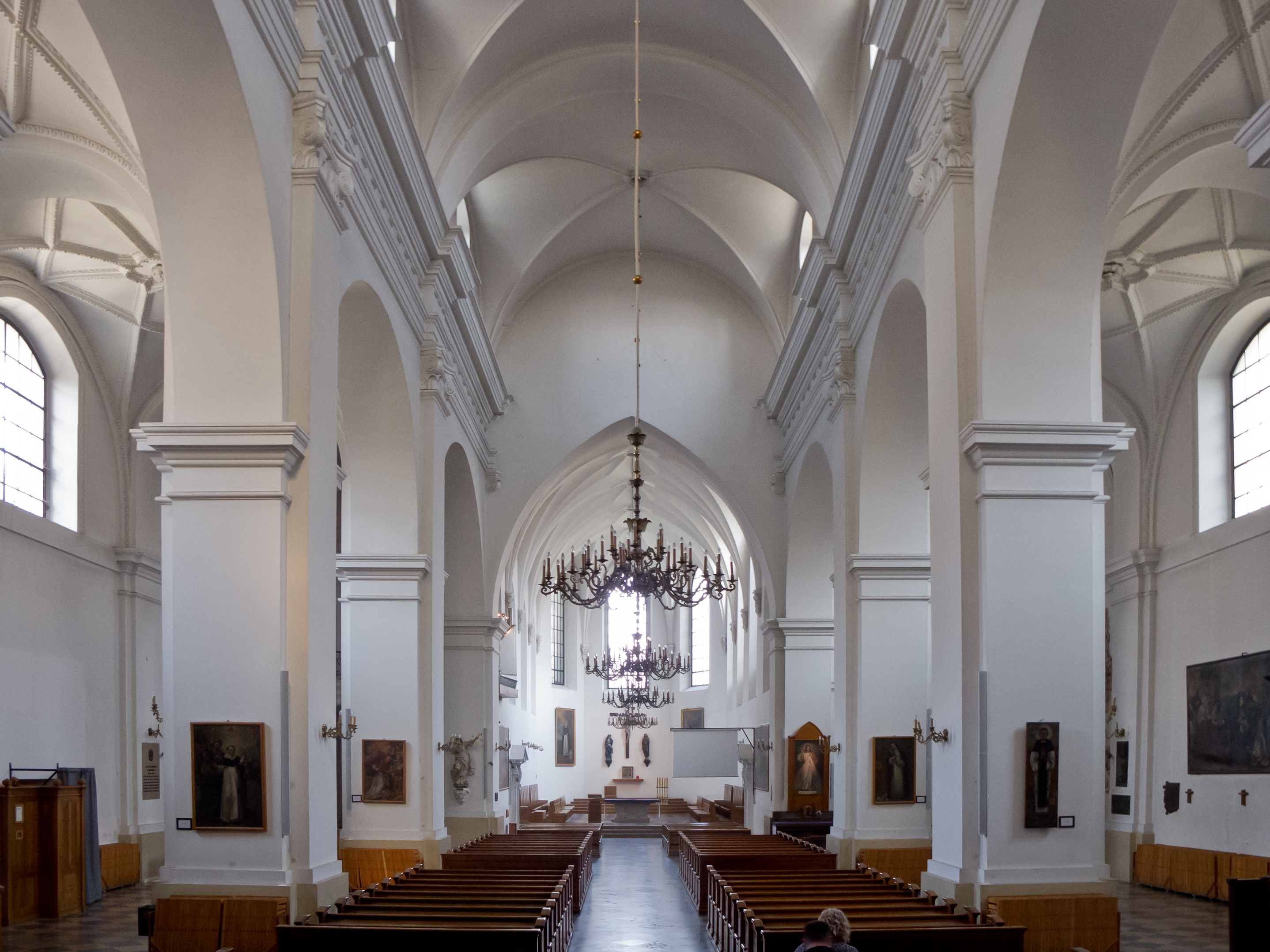
Innenraum

Die katholische Kirche des heiligen Hyazinth (polnisch Kościół św. Jacka) in Warschau ist eine katholische Dominikanerkirche in der Warschauer Neustadt.

## Geschichte
Die Kirche wurde 1603 von Sigismund III. Vasa im barocken Stil gestiftet für die Dominikaner und von Giovanni Trevano erbaut. Im Warschauer Aufstand von der Wehrmacht niedergebrannt, wurde die Kirche nach dem Krieg wiederaufgebaut.

## Geographische Lage
Die Kirche befindet sich in der Warschauer Neustadt an der Fretastraße, die zum Marktplatz der Warschauer Neustadt führt.